# Mühlenbach (Waldbröl)
Mühlenbach ist eine Ortschaft in der Stadt Waldbröl im Oberbergischen Kreis im südlichen Nordrhein-Westfalen (Deutschland) innerhalb des Regierungsbezirks Köln.

## Lage und Beschreibung
Der Ort Mühlenbach liegt ca. sechs Kilometer südlich des Stadtzentrums von Waldbröl. Die Bebauung der Ortschaft beschränkt sich auf zwei nebeneinander liegende große Häuser direkt an der Bundesstraße 256. Eines der Häuser, ein ehemaliger Gasthof, entstand aus einer früheren Ausspanne. Auf dem Schotterplatz der den Häusern gegenüberliegenden (westlichen) Seite der Bundesstraße wurde bis in die 1990er Jahre ein Schrottplatz betrieben. Das Gebiet der Ortschaft Mühlenbach besteht nahezu vollständig aus dichtem Wald. Entwässert wird das Gebiet um Mühlenbach vom Westertbach, der begleitet von der B 256 vier Kilometer weiter südlich im Ort Präsidentenbrücke in die Sieg mündet. Am linken, östlichen Ufer des Westertbaches, der die Nutscheid im Osten begrenzt, steigt das Gelände steil an und erreicht 400 m südöstlich ein Plateau, das 40 m über dem Flusstal liegt. Hier wurde Anfang des 21. Jahrhunderts am Waldrand und schon in Sichtweite des Dorfes Schönenbach ein Fußballplatz mit Kunstrasen („Lademacher Waldarena“) angelegt, der vom „SV Schönenbach“ und der „Fußballschule Lademacher“ genutzt wird.

## Geschichte

### Erstnennung
1855  wurde der Ort das erste Mal urkundlich erwähnt.
Schreibweise der Erstnennung: Mühlenbach

## Freizeit

### Wander- und Radwege
Die Wanderwege A2, A3 und A4 führen, von Spurkenbach kommend, durch Mühlenbach.